# Boomin' Crew
Boomin' Crew er en fiktiv rapgruppe, der optræder i ungdomspillefilmen Slim Slam Slum fra 2002.
Den bliver dannet af de 3 unge hovedkarakterer Slim, Slam og Slum, der alle er i midten af tyverne. De bor sammen i en ussel 2-værelseslejlighed i Nordvestkvarteret. Gruppen bliver dannet for at score nogle bestemte piger ved navn Dit, Dat og Dut, efter deres tidligere succesrige webside projekt, går i vasken. Slum udtænker idéen efter han bliver sparket i klukkerne af naboens 10-årige hiphopper søn. Han indser at alle har brug for et klunkespark for at kunne se længere end sin egen næsetip. Han finder impulsivt på et bandnavn, og de andre entusiastisk med på idéen.
De indspiller en CD ovre hos deres nørdede ven, Verners hjemmestudie. Verner og Slims mikser musikken, mens Slam og Slum, skriver teksterne og rapper. Slim får lavet et coverbillede, og tiltænker CD’ens navn til at blive ”Fed Ungdom”. Da deres amatørpladeselskabsnavn diskuteres, er der uenigheder om det skal hedde ”Future Funk Records” (Slums forslag), eller ”Romkugle Records” (Slims forslag). Valget falder på ”Romkugle Records”. De fremstiller 300 kopier ad CD’en og udgiver dem i butikkerne. Men de får kun solgt 18. stykker på 2 uger, og restlageret på 282 forsøger de at sælge på et lokalt Nordvestloppemarked til 150 kr. stykket, men uden succes. De bliver dog alligevel kendt i undergrunden, da de kort tid efter bliver ringet op af Klunkesten fra Støder Sten – et diskotek, der ligger på Vesterbro.
Da de af Klunkesten bliver tilbudt tariffen, afslår de det, samt en pladekontrakt fra den kendte musikproducer Søren Svinehund. Drengene er enige om at de hellere vil være sig selv, og ligge hjemme på sofaen. Ingen af drengene lykkedes at score deres drømmepiger via musikken, men Slim får dog scoret Dit for den han er.